# Élection présidentielle ivoirienne de 1980
L'élection présidentielle ivoirienne de 1980 se déroule le 12 octobre 1980.

## Contexte

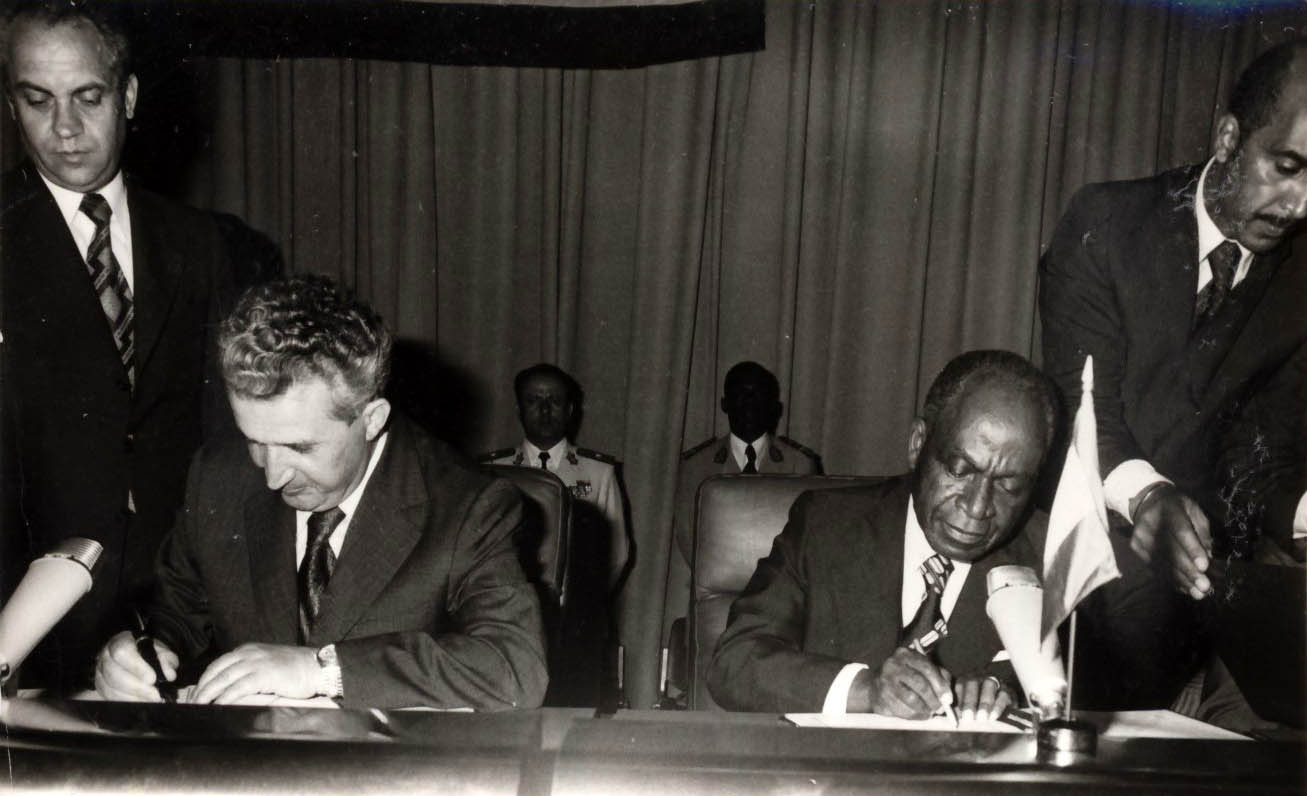
Boigny et Nicolae Ceaușescu en 1977

La crise économique survenue en 1978 est brutale pour l'économie ivoirienne, en ce qui concerne le café et le cacao. Mais, le système du Parti unique survit. Cependant, au cours des années qui suivront, la Côte d'Ivoire va sombrer et le président va tomber gravement malade. Toutefois, le système économique instauré en coopération avec la France est loin d’être sans défaut. La Côte d’Ivoire d’Houphouët connaît, en fait, une « croissance sans développement ». La croissance ivoirienne dépend des capitaux, initiatives et cadres fournis de l’étranger ; elle n’est donc pas autocentrée et auto-entretenue mais engendrée et entretenue de l’extérieur. Le modèle ivoirien ne débouche pas automatiquement sur du développement.
À partir de 1978, l’économie ivoirienne connaît un sérieux ralentissement du fait de la chute brutale des cours mondiaux du café et du cacao. Cette chute est cependant perçue comme une conjoncture passagère puisque ses impacts sur les planteurs sont atténués par la Caistab qui leur assure un revenu décent. Dès 1979, afin d’enrayer la chute des prix, l’État tente de s’opposer à la tarification des matières premières par un boycott des cours mondiaux. Mais, appliquant seule cette résolution, la Côte d’Ivoire enregistre, entre 1980 et 1982, plus de 700 milliards de francs CFA de perte. Par ailleurs, la Côte d’Ivoire est victime, en 1983 et 1984, d’une sécheresse qui ravage près de 400 000 hectares de forêt et 250 000 hectares de café et de cacao. Pour faire face à cette situation, Houphouët-Boigny se rend en 1983, à Londres, pour négocier un accord sur le café et le cacao avec les négociants et les industriels ; mais, l’année suivante, ces derniers le rompent et laissent la Côte d’Ivoire s’engouffrer dans la crise.
Même la production de pétrole off-shore et l’industrie pétrochimique ivoiriennes développées dans le but d’alimenter la Caistab, sont touchées par la récession économique mondiale à la suite du contre-choc pétrolier de 1986. L’État, qui achète alors les récoltes des planteurs au double des prix pratiqués sur le marché, s’endette lourdement. En mai 1987, la dette extérieure atteint 10 milliards de dollars, obligeant Houphouët-Boigny à suspendre unilatéralement les remboursements de la dette. Refusant de brader son cacao, il gèle en juillet les exportations afin de forcer les cours mondiaux à augmenter. Mais, cet « embargo » échoue. En novembre 1989, il se résigne à liquider son énorme stock de cacao aux grands négoces. Gravement malade, il nomme un Premier ministre (le poste était inoccupé depuis 1960), Alassane Ouattara, qui instaure des mesures d’austérité.

## Résultats
| Candidats                | Candidats                | Partis                   | Voix      | %     |
| ------------------------ | ------------------------ | ------------------------ | --------- | ----- |
|                          | Félix Houphouët-Boigny   | PDCI                     | 2 795 150 | 100   |
|                          |                          |                          |           |       |
| Votes valides            | Votes valides            | Votes valides            | 2 795 150 | 99,99 |
| Votes blancs et nuls     | Votes blancs et nuls     | Votes blancs et nuls     | 306       | 0,01  |
| Total                    | Total                    | Total                    | 2 795 456 | 100   |
| Abstention               | Abstention               | Abstention               | 602 600   | 17,73 |
| Inscrits / participation | Inscrits / participation | Inscrits / participation | 3 398 056 | 82,27 |